# 西村禎一郎
西村 禎一郎（にしむら さだいちろう、1881年（明治14年）8月 - 不明 ）は日本の銀行家であり弁護士である。岡山県新見市出身。

## 経歴

### 生い立ち
1881年（明治14年）岡山県阿哲郡上市村井村（現：新見市上市）の西村幸三の6男として生まれる。20歳の時、1902年（明治35年）旧制高梁中学（現：岡山県立高梁高等学校）を卒業し、旧制第六高等学校文科へ入学。ドイツ語を専攻する。1905年（明治38年）7月に同校を卒業し、京都帝国大学法科大学へ入学した。その後、仮面浪人を経て、1907年（明治40年）東京帝国大学法科大学へ入学し、1912年（大正元年）10月に同大学独法学科を31歳で卒業した。

### 大学卒業後
卒業後は村井銀行へ就職。入社数ヶ月で早くも近江支店長へ抜擢された。その後、同社が大阪へ進出するに伴い、1913年（大正2年）に大阪支店の副支配人となった。しかしながら、第一次世界大戦の好景気から一転、村井銀行の経営が傾いていたため、西村は、同社を退社し、1919年（大正8年）東洋化学工業の取締役に就任。退任後は、1923年（大正12年）そのまま大阪市で弁護士業を開業し大阪弁護士会に所属した。1925年（大正14年）に遠部逸太と共に大阪弁護士会副会長を務めた。その後、古巣の村井銀行は、昭和恐慌の影響を受けて1927年に倒産しているが、歯ブラシ製造をしていた阪部商会も昭和恐慌のあおりを受け、事業を昭和3年から精算しており、その監査役として西村が就任した。
阪部商会は、前述の通り清算中の会社で、所有する空地（三百八十坪）に囲いを作ろうとした。この空地には、朝鮮人が経営する飲食店や遊技場（31軒）があり、彼らは囲いが作られると商売に影響が出ると感じ、強く反発した。1931年（昭和6年）囲いを作るために人夫が送り込まれ、朝鮮人側は激しく抵抗し、女性や子供も穴に座り込んで妨害した。結果として双方は大乱闘となり、警察が介入。騒動に駆けつけた警官は、関係者を一時的に拘束して鎮圧したが、朝鮮人側はさらに集まり、約500名が広場に集結して警官隊とにらみ合いになった。事の発端は、阪部商会が事業の清算中に土地の明け渡しを要求したことから始まった。特に、1931年8月には土地の一部を朝鮮人に貸していたため、土地明け渡しを巡る訴訟が進行中であり、これらの問題に西村が弁護士として対応していた。